# Miches
Miches é um pequeno município da República Dominicana pertencente à província de El Seibo.
Sua população estimada em 2012 era de 18 745 habitantes.

## Fontes

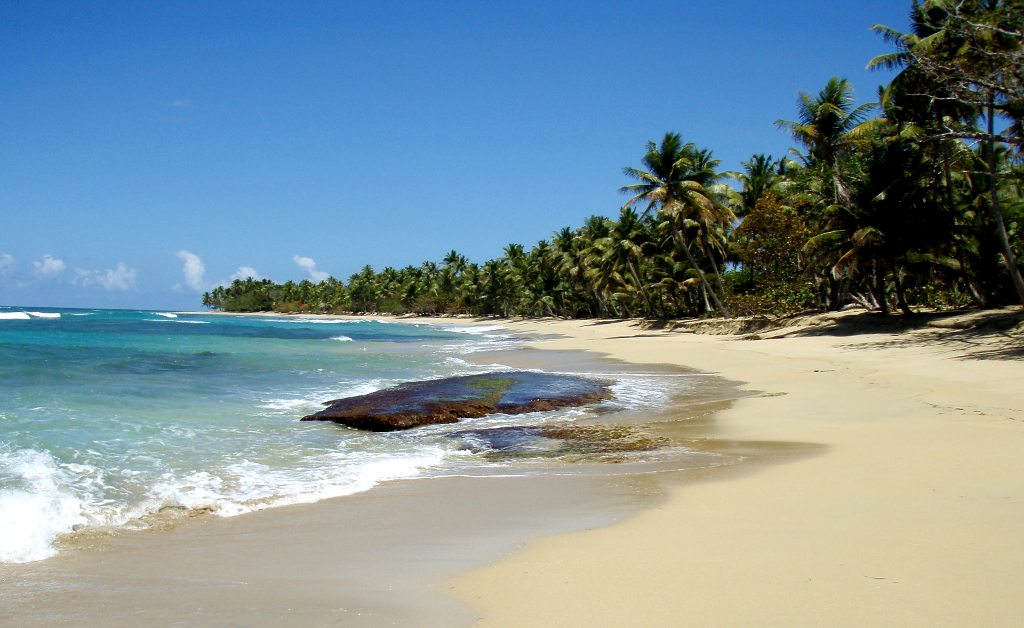
Praia Esmeralda, uma praia subdesenvolvida em Miches